# Naúrskaia
Naúrskaia (en rus: Наурская) és un poble (una stanitsa) de la república de Txetxènia, a Rússia, segons el cens del 2022 tenia 10.083 habitants.